# نيكون دي 80
نيكون دي 80 (بالإنجليزية: Nikon D80)‏ كاميرا احترافية من إنتاج شركة نيكون 10.2 ميجا بيكسل وقد طرحت في السوق في صيف 2006.
1. ↑  "Nikon Consumer". Nikon (بالإنجليزية). Archived from the original on 2024-01-30. Retrieved 2024-01-30.